# Cinquième amendement de la Constitution des États-Unis
Le 5e amendement de la Constitution des États-Unis d'Amérique fait partie de la Déclaration des droits et vise à protéger contre les abus de l'autorité du gouvernement dans une procédure juridique. Il garantit la sécurité juridique, empêche qu'une personne soit jugée deux fois pour le même crime (double incrimination) et donne à celle-ci la possibilité de ne pas avoir à témoigner contre elle-même (auto-incrimination).
Ses garanties découlent de la common law anglaise, qui remonte elle-même à la Magna Carta de 1215. Ainsi, les grands jurys et l'expression « due process » (« sécurité juridique ») trouvent tous deux leur origine dans cette dernière.

## Texte
Le texte du cinquième amendement est le suivant :
« No person shall be held to answer for a capital, or otherwise infamous crime, unless on a presentment or indictment of a Grand Jury, except in cases arising in the land or naval forces, or in the Militia, when in actual service in time of War or public danger; nor shall any person be subject for the same offence to be twice put in jeopardy of life or limb; nor shall be compelled in any criminal case to be a witness against himself, nor be deprived of life, liberty, or property, without due process of law; nor shall private property be taken for public use, without just compensation. »
« Nul ne sera tenu de répondre d'un crime capital ou infamant sans un acte de mise en accusation, spontané ou provoqué, d'un Grand Jury, sauf en cas de crimes commis pendant que l'accusé servait dans les forces terrestres ou navales, ou dans la milice, en temps de guerre ou de danger public ; nul ne pourra pour le même délit être deux fois menacé dans sa vie ou dans son corps ; nul ne pourra, dans une affaire criminelle, être obligé de témoigner contre lui-même, ni être privé de sa vie, de sa liberté ou de ses biens sans procédure légale régulière ; nulle propriété privée ne pourra être réquisitionnée dans l'intérêt public sans une juste indemnité. »

## Grands jurys
Les Grands Jurys, qui prononcent la mise en accusation dans de nombreuses affaires criminelles, sont composés d'un jury de pairs qui délibèrent à huis clos. Des instructions précises concernant la loi leur sont données par le juge. Beaucoup de restrictions constitutionnelles ne s'appliquent pas au Grand Jury au cours de la procédure : la règle d'exclusion, qui empêche que des éléments de preuve saisis en violation des quatrième, cinquième ou sixième amendements soient introduits auprès de la cour, ne s'applique pas aux éléments présentés à un Grand Jury.

## «Due process of law»
Les cinquième et quatorzième amendements à la Constitution des États-Unis contiennent chacun une clause de régularité dans la procédure (« due process of law »), le cinquième amendement limitant le pouvoir fédéral, et le quatorzième l'imposant aux états. La régularité de la procédure est une protection contre toute atteinte arbitraire contre la vie, la liberté ou de la propriété, sans le respect d'un cadre légal. La Cour suprême a interprété les clauses de procédure régulière comme fournissant quatre protections :
- La garantie d'une procédure régulière dans les procès civils et pénaux. C'est par exemple le fait d'exiger une raison suffisante pour citer à comparaître devant un tribunal ou un autre organe gouvernemental, le droit de comparaître devant un juge des faits et un juge de la loi impartiaux, et le droit de témoigner et de présenter des preuves pertinentes aux audiences.
- La garantie que les lois restreignant une liberté protégée par la constitution ou faisant par ailleurs partie des libertés communes sont élaborées en respectant une évaluation impartiale des intérêts en présence. Cette interprétation donne une protection contre l'arbitraire dans l'élaboration des lois, contre les promulgations politiques majoritaires qui dépassent les limites de l'autorité gouvernementale.
- La garantie que les lois pénales ou restreignant de libertés délimitent précisément ce qui est interdit, rendant inconstitutionnelles les lois vagues et sujettes à interprétation subjective, qui conduiraient en pratique à des poursuites arbitraires.
- Par le biais des quatorzième et quinzième amendements, la cour suprême a progressivement considéré que les dix premiers amendements formant la Déclaration des droits (États-Unis), limitant initialement les pouvoirs de l'autorité fédérale, s'appliquaient également aux états eux-mêmes.

Seule la première de ces garanties se traduit par « une procédure légale régulière », ce qui en est le sens traditionnel dans le droit anglo-saxon. Pour les autres jurisprudences de la cour suprême, « due process of law » est compris comme « une élaboration convenable de la loi ». La question de savoir si les cinquième ou quatorzième amendements étaient destinés à remplir cette fonction continue d'être un sujet de discussion et de dissidence savantes et judiciaires.